# (307) Niké
Pour les articles homonymes, voir Nike (homonymie).
(307) Niké (désignation internationale (307) Nike) est un astéroïde de la ceinture principale découvert par Auguste Charlois le 5 mars 1891 à Nice qui a été nommé en l'honneur de la déesse grecque de la victoire Niké.